# Яхромская (станция метро)
«Я́хромская» — станция Московского метрополитена на Люблинско-Дмитровской линии. Расположена на границе района Восточное Дегунино и Дмитровского района (САО) под Дмитровским шоссе севернее его пересечения с улицей 800-летия Москвы, открыта 7 сентября 2023 года в составе участка «Селигерская» — «Физтех». Колонная трёхпролётная станция мелкого заложения с одной островной платформой.
20 июля 2021 года постановлением мэра Москвы вместо предыдущего проектного названия «Улица 800-летия Москвы» утверждено наименование «Яхромская» по расположенной неподалёку Яхромской улице, названной в честь подмосковного города Яхрома.

## Расположение
Станция построена вдоль Дмитровского шоссе. Изначально станцию предполагалось строить южнее пересечения Дмитровского шоссе и улицы 800-летия Москвы, однако позже, в связи с отменой строительства станции «Дмитровское шоссе», расположение станции изменилось, и она была построена севернее этого пересечения, между улицей 800-летия Москвы и Яхромским проездом. Станция имеет два подземных вестибюля, выйти из которых можно на противоположные стороны как Дмитровского шоссе, так и улицы 800-летия Москвы.

## Оформление
Основными цветами станции являются красный и светло-серый — одна половина станции ярко-красная, а другую сделали светло-серой. Одна из путевых стен станции — светло-серая — занята историческим панно (160 х 5 м), посвящённым празднованию 800-летия Москвы в 1947 году (станция имеет выходы на одноимённую улицу) и состоящим из 22 трёхслойных алюминиевых панелей с компьютерной графикой. Каждая из этих панелей посвящена тому или иному сюжету из истории Москвы. Панно создано архитекторами Н. И. Шумаковым и А. В. Некрасовым и художником А. И. Рукавишниковым. Потолок вестибюлей покрыт белыми квадратами, в которые вписаны красные и серые треугольники.

## Строительство
Строительством управляет инжиниринговый холдинг «Мосинжпроект» — оператор программы развития московского метро.
- С середины апреля по июнь 2015 года с помощью ТПМК Herrenknecht «Анастасия» велась проходка левого перегонного тоннеля от границы пускового участка до станции «Селигерская».
- В июне щит вышел в котлован камеры съездов и был разобран.
- 14 февраля 2016 года началась дальнейшая проходка тоннеля от камеры съездов до станции «Селигерская» с помощью другого ТПМК Herrenknecht — «Валентина»[11].
- С 18 апреля по 3 августа 2016 года велась проходка правого перегонного тоннеля с помощью ТПМК Herrenknecht «Александра»[12].
- В апреле 2017 года началось сооружение монтажной камеры для проходки перегонных тоннелей от границы пускового участка в сторону станций «Улица 800-летия Москвы» и «Лианозово».
- 5 марта 2018 был объявлен конкурс на строительство станции, тоннелей и притоннельных сооружений[13].
- 18 апреля 2018 года стало известно, что участок до «Лианозова» построит строительная компания АО «Мосметрострой»[14].
- В конце июля 2018 года стало известно, что подрядчик, отвечающий за строительство участка, планирует начать строительство станции зимой 2019 года[15].
- В июне 2019 года прокладку левого перегонного тоннеля от тупиков за «Селигерской» через «Яхромскую» до «Лианозова» начал тоннелепроходческий комплекс «Клавдия»[16]. Она была завершена в июле 2020 года[17].
- 2 сентября 2020 года ТПМК Lovat «Клавдия» приступил к проходке второго перегонного тоннеля от стартовой монтажно-щитовой камеры до котлована станции «Яхромская».[18]
- 2 октября 2020 года щит «Клавдия» завершил проходку тоннеля и вышел в котлован станции. После этого щит был проведён по лотку через котлован, и 7 декабря начал проходку правого перегонного тоннеля длиной 1791 м до станции «Лианозово»[19].

## Перенос сроков
Сроки ввода станции в эксплуатацию были утверждены Правительством Москвы 10 мая 2012 года.
- Однако в 2014 году из-за программы приоритетов и ограниченных финансовых ресурсов ввод участка «Селигерская» — «Дмитровское шоссе» был отложен на период после 2020 года.
- В апреле 2016 года был заявлено, что станция будет построена не ранее 2025 года[21].
- В октябре 2016 года мэром Москвы Сергеем Собяниным одобрено решение о продлении Люблинско-Дмитровской линии за станцию «Селигерская» уже в 2019 году[22].
  - Впоследствии срок открытия неоднократно переносился[23][24].
- В январе 2019 года сроком открытия станции назван 2023 год[25].
- В мае 2019 сроком открытия назван 2022 год[26].
- 25 мая 2020 года было указано, что участок «Селигерская» — «Физтех» будет построен до конца 2022 года[27].
- По состоянию на июль 2021 года, участок вновь планировалось сдать в 2023 году[28].
- В августе 2023 стало известно о планах сдачи участка 7—8 сентября 2023 года[29].

### Открытие
Станция открыта 7 сентября 2023 года. Полноценный ввод в эксплуатацию северного вестибюля станции состоялся 5 января 2025 года. До этого выход №1 на чётную сторону Дмитровского шоссе работал только на выход. 

### Наземный общественный транспорт
На этой станции можно пересесть на следующие маршруты городского пассажирского транспорта:
- Автобусы: м57, 114, 149, 167, 499, 563, 763, т36, т78